# Francesco Cucchiari
Francesco Cucchiari (Pavia, XIX secolo – XIX secolo) è stato uno scultore italiano, noto per la sua attività in Sardegna come collaboratore dei marmorari carraresi Ceccardo Franchi e Michele Fiaschi nella realizzazione di arredi sacri in marmo destinati a chiese e cimiteri.

## Biografia
Professore all'Accademia di Belle Arti di Carrara, la sua presenza è documentata a partire dal 1842 in Sardegna, dove insieme al marmorista Michele Fiaschi realizzò numerose opere in marmo per committenti religiosi. La coppia di artigiani deteneva, all’epoca, una posizione predominante nel mercato della decorazione marmorea ecclesiastica sull’isola.

## Opere
- Ristrutturazione in stile neoclassico della Cappella del Battistero nel Duomo di Cagliari (1824).
- Due altari per i bracci del transetto nella chiesa di Nostra Signora delle Grazie di Sanluri, 1928.
- Lapide in memoria di Ceccardo Franchi, marmista carrarese suo amico e socio in affari, sepolto nella cappella di San Sebastiano della chiesa di Nostra Signora delle Grazie di Sanluri nel 1823. Il Franchi perse la vita mentre realizzava assieme al Cucchiari gli altari del transetto[3].
- Tribuna in muratura dell'altare maggiore della chiesa di Sant'Ignazio di Loyola di Oliena (1843)[4].
- Pulpito marmoreo della Cattedrale della Beata Vergine Immacolata di Ozieri, realizzato tra il 1843 e il 1847[5].
- Pulpito in marmo della Cattedrale di Santa Maria della Neve di Nuoro (1850-1854).
- Scultura rappresentante un cane levriero con la zampa anteriore destra alzata (1825-1849), Castello di Agliè[1].